# Deborah Polaski

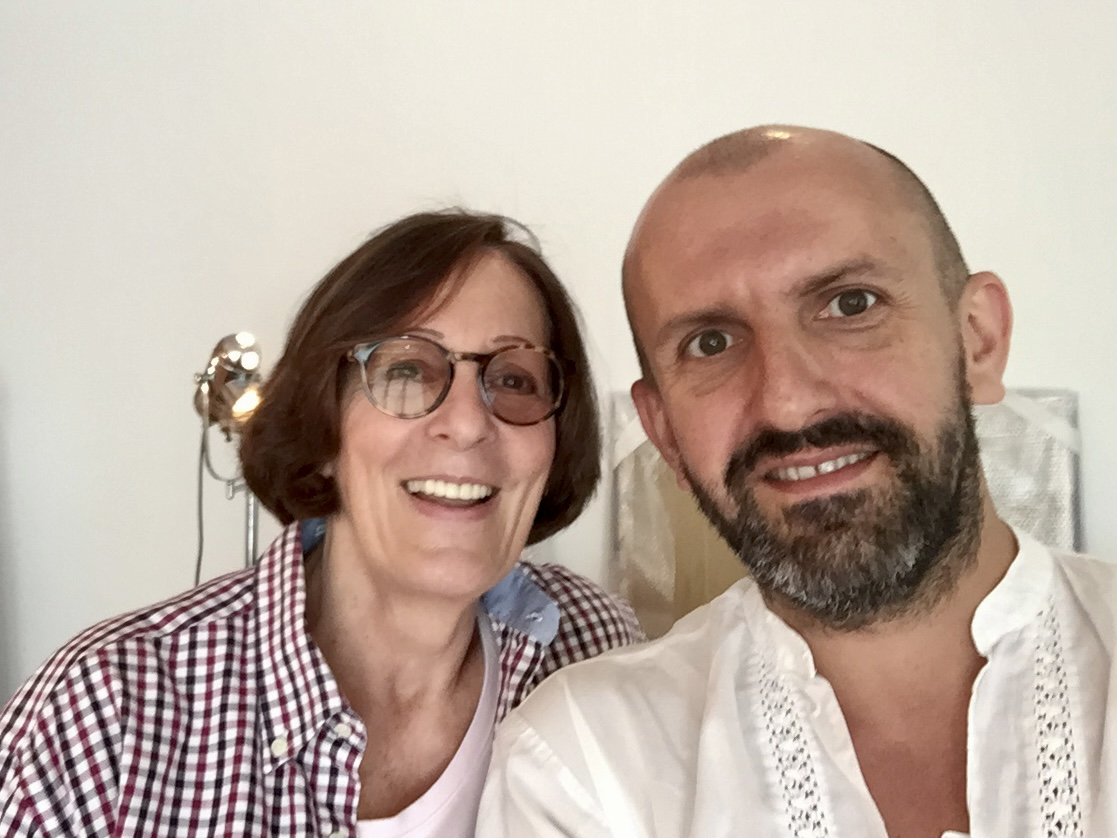
Deborah Polaski und Wojciech Parchem, 2016

Deborah Polaski (* 26. Mai 1949 in Richland Center, Wisconsin) ist eine US-amerikanische Opern- und Konzertsängerin (Sopran). Sie zählt zu den  zeitgenössischen dramatischen Sopranistinnen.

## Leben
Nach ihrer Ausbildung in den USA ging Deborah Polaski nach Europa. Ihr Operndebüt gab sie als Senta in Wagners Der Fliegende Holländer im Musiktheater im Revier in Gelsenkirchen. Anschließend sang sie an Opernbühnen in Ulm, Karlsruhe, Darmstadt, Hannover und Freiburg. Ihr Repertoire umfasst  vor allem  dramatische Sopranpartien wie Wagners Isolde, Brünnhilde, Kundry (Parsifal) und Ortrud (Lohengrin), sowie Strauss’ Ariadne und Elektra, Berlioz’ Didon und Cassandre (Les Troyens), Bergs Marie (Wozzeck) und Janáčeks Kostelnička Buryjovka = Küsterin (Jenůfa).
Internationale Aufmerksamkeit erlangte sie 1988 bei den Bayreuther Festspielen mit der Rolle der Brünnhilde in Der Ring des Nibelungen unter Daniel Barenboim. 1991 sang sie erneut die Brünnhilde in Bayreuth, 1993 folgte die Kundry im Parsifal unter James Levine an der Seite von Plácido Domingo. Wiederholt sang sie die Rolle der Brünnhilde in der Neuinszenierung 1994 unter James Levine – fünf weitere Jahre lang. 2014/2015 gab sie in der Premiere der Frau ohne Schatten an der Bayerischen Staatsoper die Amme.
Deborah Polaski war u. a. zu Gast in Amsterdam, am Gran Teatre del Liceu in Barcelona, an der Deutschen Oper Berlin, der Staatsoper Berlin und mit dem dortigen Philharmonischen Orchester, in Bonn, Chicago, Duisburg, Dresden, Florenz, Frankfurt, Genf, Genua, Hamburg, Kopenhagen und Köln, am Royal Opera House Covent Garden London, in Luzern, Mailand, Mannheim, Montreux und München, an der New Yorker Metropolitan Opera und in der Carnegie Hall, in Oslo, Paris, Rom, Salzburg, Stuttgart und beim Sydney Festival, in Wien, Tokio, Yokohama und in Zürich. An der Wiener Staatsoper debütierte sie 1996 ebenfalls als Brünnhilde. Später folgten an diesem Haus u. a. Ariadne, Elektra, Marie, Ortrud und Kundry. Zur Österreichischen Kammersängerin wurde sie 2003 ernannt. Im März 2015 wurde sie Ehrenmitglied der Deutschen Staatsoper Berlin. Außerdem tritt Polaski als Lied- und Konzertsängerin auf.
Die Titelrolle in Elektra bildet einen Mittelpunkt im Wirken der Künstlerin und sie gestaltete die anspruchsvolle Partie u. a. mit Daniel Barenboim und Semjon Bytschkow, mit denen sie die Partie auch eingespielt hat.

## Diskografie
AUDIO
- Brahms: Lieder
- Strauss: Elektra
- Wagner: Der Ring des Nibelungen (Auszüge), Die Walküre (Auszüge), Lohengrin und Tristan und Isolde (Auszüge)
- Peggy Glanville-Hicks: Sappho
- Wiener Opernfest 2005 (Gala Konzert)
- Wolf-Ferrari: Sly
- Dukas: Ariane et Barbe-Bleue
- Poulenc: Dialogues des Carmélites

DVD
- Berlioz: Les Troyens
- Wagner: Die Walküre, Siegfried, Götterdämmerung und Tristan und Isolde
- Gala Concert – Vienna State Opera 2005
- Ioan Holender Farewell Concert
- Janáček: Jenůfa (auch Blu-ray)

VHS
- Covent Garden Re-Opening GALA